# 沧江路站
沧江路站是佛山市高明区现代有轨电车示范线的南端终点站，位于中国广东省佛山市高明区中山路沧江路口旁，于2019年12月30日随高明区现代有轨电车示范线的开通而启用。

## 车站结构
本站为地面纵向分离侧式车站。

### 站台
本站设有两个侧式站台，位于中山路的路中。